# Attaque de la Garde à Waterloo
Lors de la Bataille de Waterloo, le 18 juin 1815 vers 19 heures, Napoléon décide finalement de « faire donner » la Garde impériale.

## Composition de la Garde impériale à Waterloo
La Garde comprend :

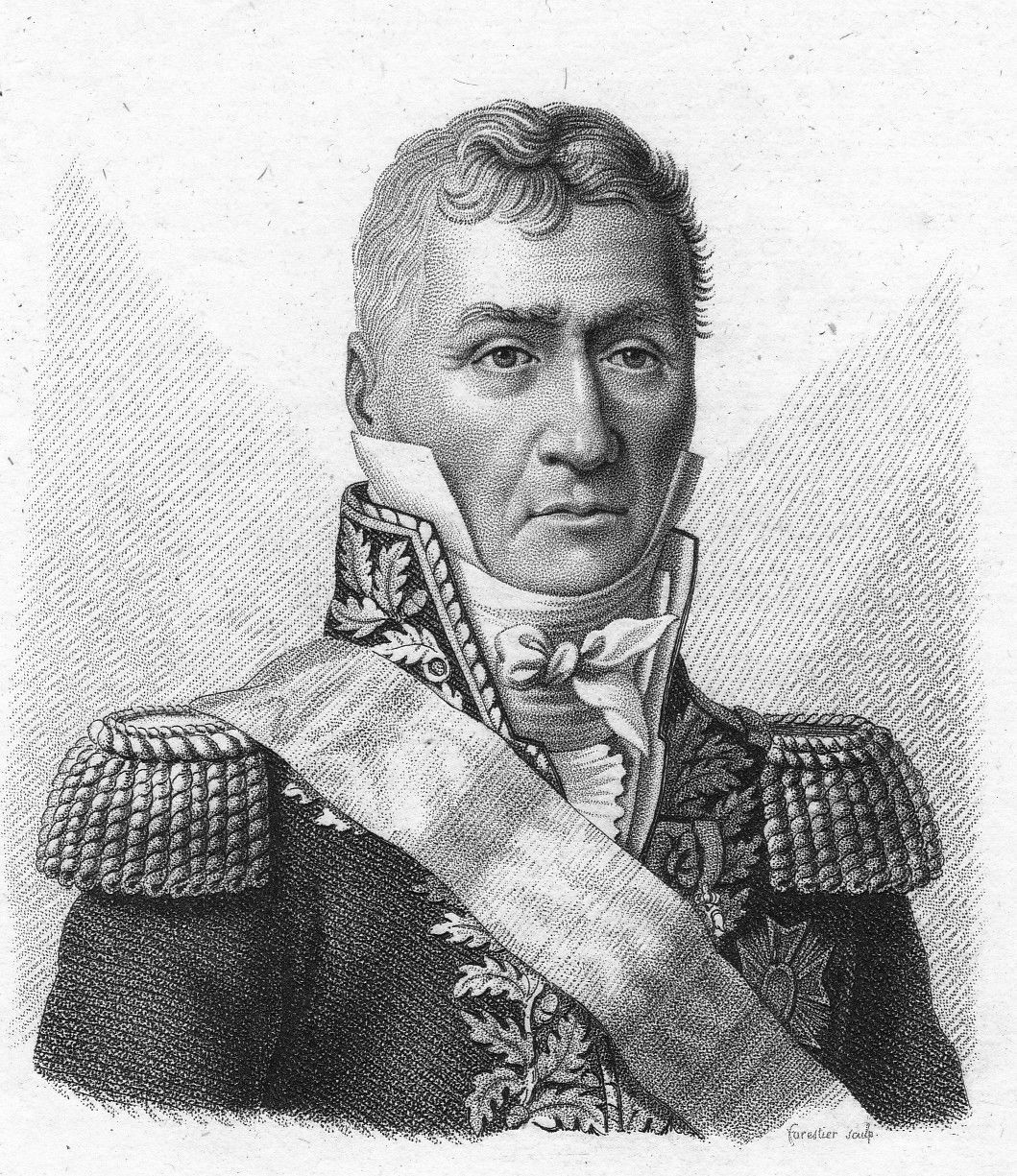
Louis Friant, commandant les grenadiers à pied de la Garde impériale.

- la division de grenadiers à pied du général comte Louis Friant :
  - 1er régiment de grenadiers (Vieille Garde) à deux bataillons : général de brigade baron Jean Martin Petit
  - 2e régiment de grenadiers (Vieille Garde) à deux bataillons : général de brigade baron Charles-Joseph Christiani
  - 3e régiment de grenadiers (Moyenne Garde) à deux bataillons : général de brigade baron Paul Jean-Baptiste Poret de Morvan
  - 4e régiment de grenadiers (Moyenne Garde) à un seul bataillon : général de brigade baron Louis Harlet
- la division de Chasseurs à pied du général Charles Antoine Morand :
  - 1er régiment de chasseurs (Vieille Garde) à deux bataillons : général de brigade Pierre Cambronne
  - 2e régiment de chasseurs (Vieille Garde) à deux bataillons : général de brigade Jean-Jacques Germain Pelet-Clozeau
  - 3e régiment de chasseurs (Moyenne Garde) à deux bataillons : général de brigade Pierre Antoine Anselme Malet
  - 4e régiment de chasseurs (Moyenne Garde) réduit à un bataillon : général de brigade Christophe Henrion
- la division de la Jeune Garde du général Guillaume Philibert Duhesme :
  - 1re brigade avec les 1er tirailleurs et 1er voltigeurs (quatre bataillons)
  - 3e brigade avec les 3e tirailleurs et 3e voltigeurs (quatre bataillons)
- la division de cavalerie légère du général Charles Lefebvre-Desnouettes :
  - 1re brigade : les chasseurs à cheval
  - 2e brigade : les lanciers rouges
- la division de cavalerie lourde du général Claude Étienne Guyot :
  - 1re brigade : les grenadiers à cheval
  - 2e brigade : les dragons de l'Impératrice
  - 4e brigade : les gendarmes d'élite
- l'artillerie de la Garde avec 10 batteries à pied et 4 batteries à cheval du général Jean-Jacques Desvaux de Saint-Maurice

## Antécédents

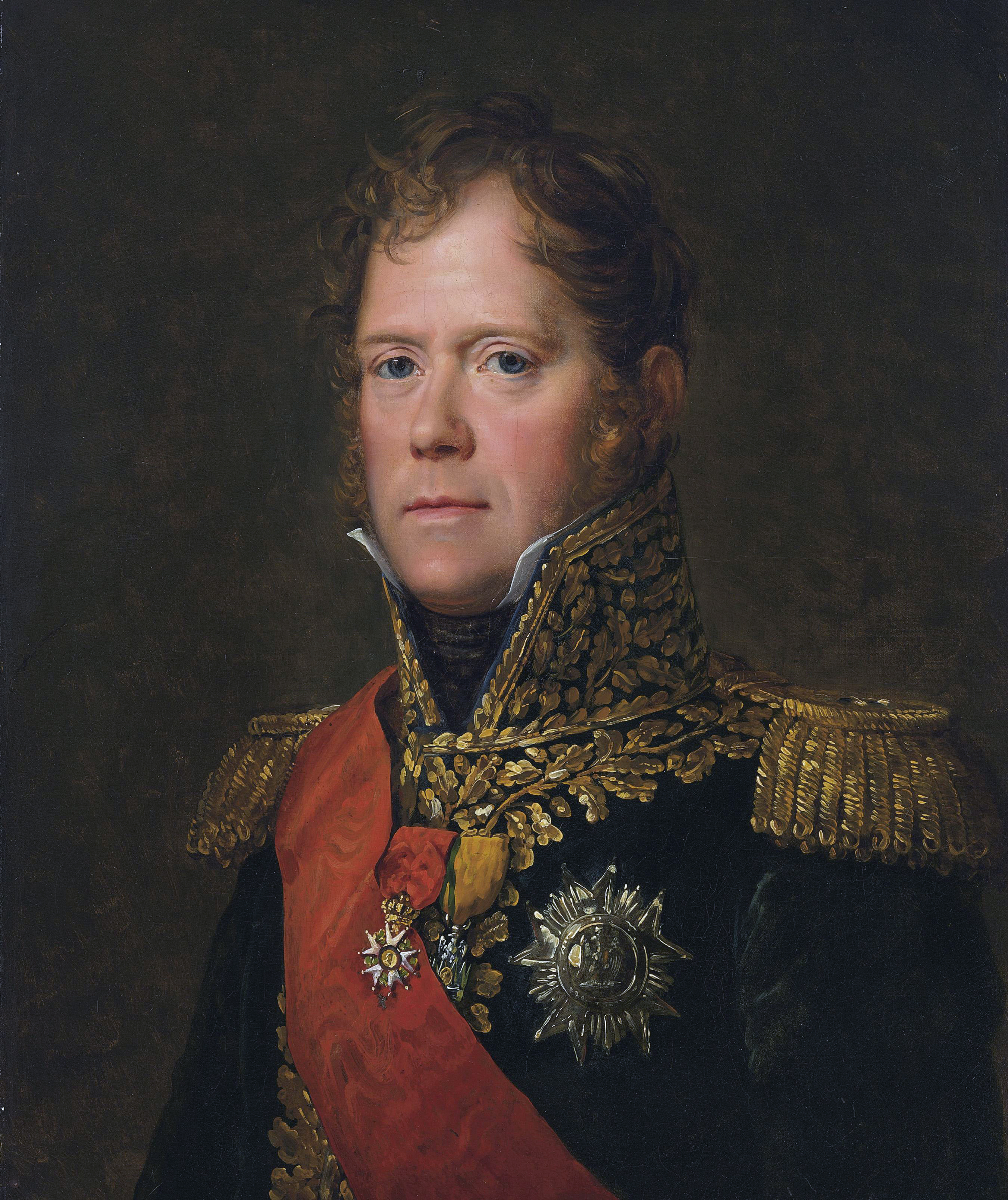
Le maréchal Ney, après avoir mené la cavalerie française contre les carrés anglais, commande l'attaque de la Garde sur le Mont-Saint-Jean.

L'infanterie de la Garde avait attaqué victorieusement deux jours auparavant à la bataille de Ligny. Le 4e chasseurs y avait payé un lourd tribut, si bien que ses deux bataillons furent fusionnés en un seul dès le 17 juin.
Chaque bataillon d'infanterie de la Garde présent à Waterloo avait un effectif de 500  à   600 hommes.
La cavalerie de la Garde fut décimée au cours des nombreuses charges menées par le maréchal Ney.
Dans l'infanterie de la Garde, c'est la division de la Jeune Garde qui est la première engagée. Alors que le corps de Lobau essaye d'endiguer le IV Corps prussien sur le flanc droit, un autre corps prussien survient plus au sud et envahit Plancenoit. Pour s'y opposer, vers 18 heures, l'Empereur y envoie la Jeune Garde. Les combats n'en finissant pas, les 1ers bataillons du 2e grenadiers et du 2e chasseurs, tous deux de la Vieille Garde, sont dépêchés à leur tour. Commandés par le général Pelet, c'est à la baïonnette et sans tirer un seul coup de feu qu'ils reprennent le village. Les Prussiens se replient en désordre, épouvantés.

## L'attaque

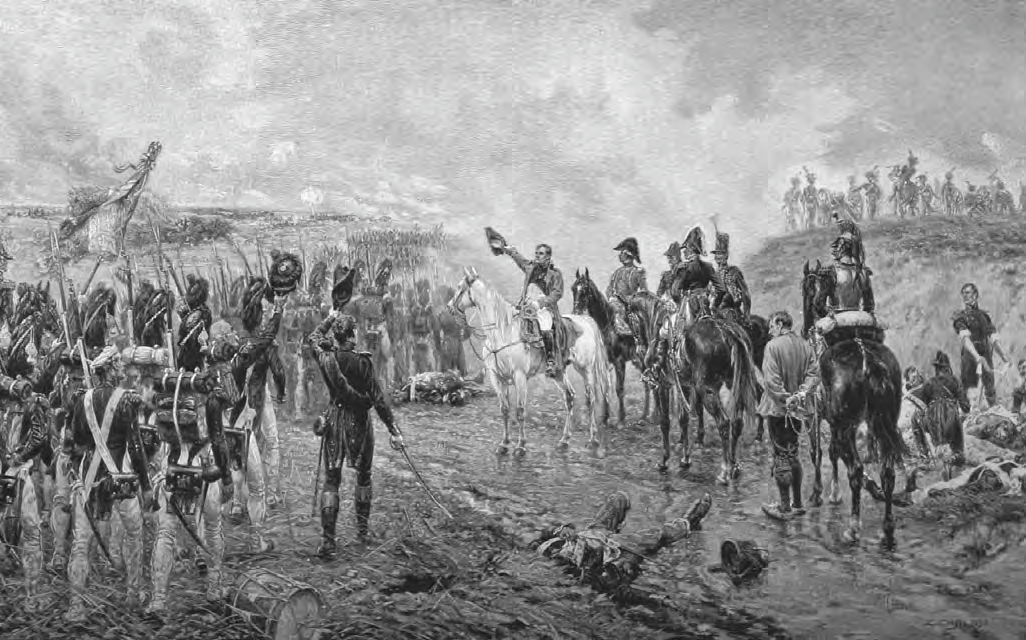
Napoléon saluant la Garde impériale partant au combat à Waterloo

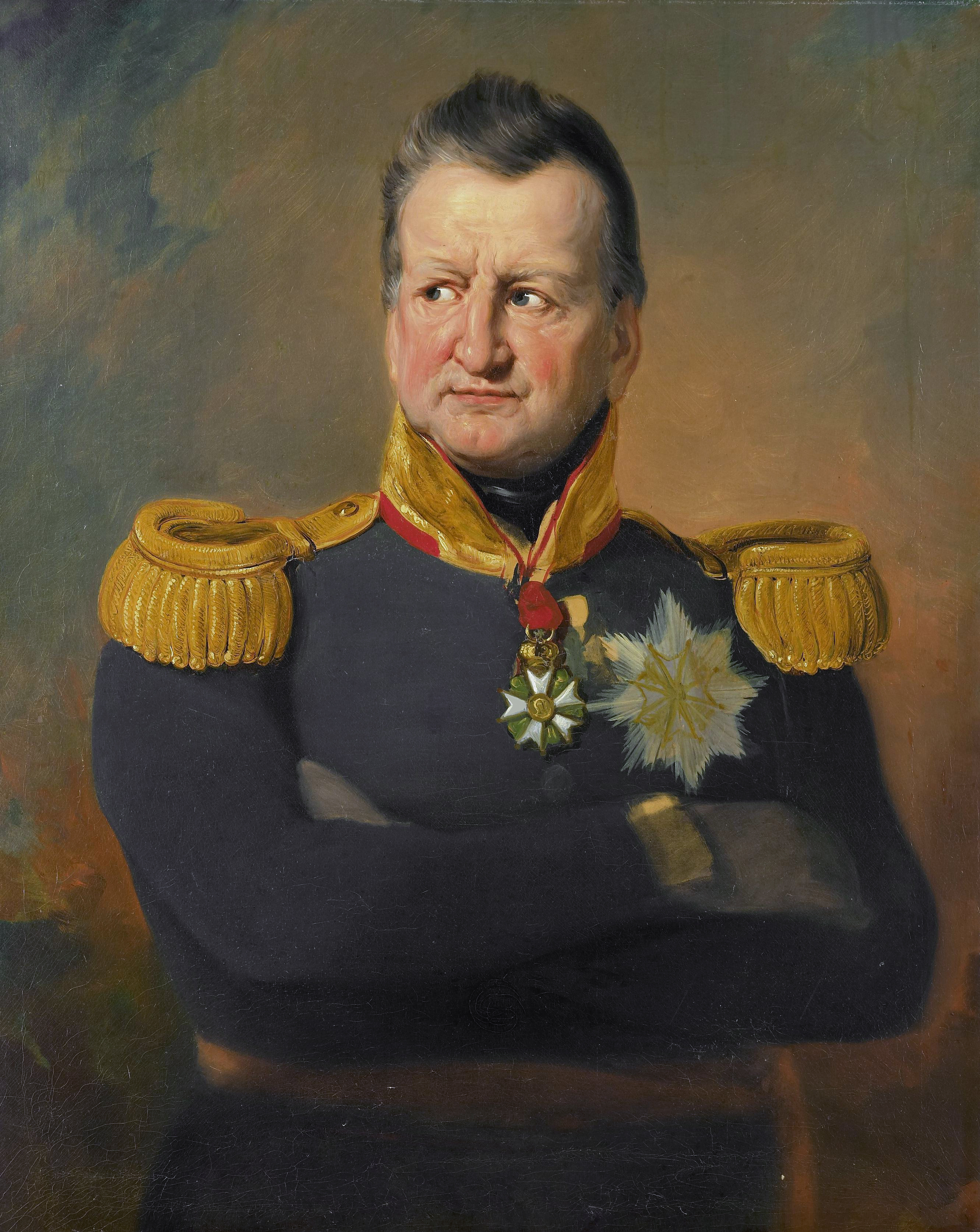
Le général David Hendrik Chassé refoule avec sa division les deux bataillons des grenadiers de la Garde qui lui sont opposés.

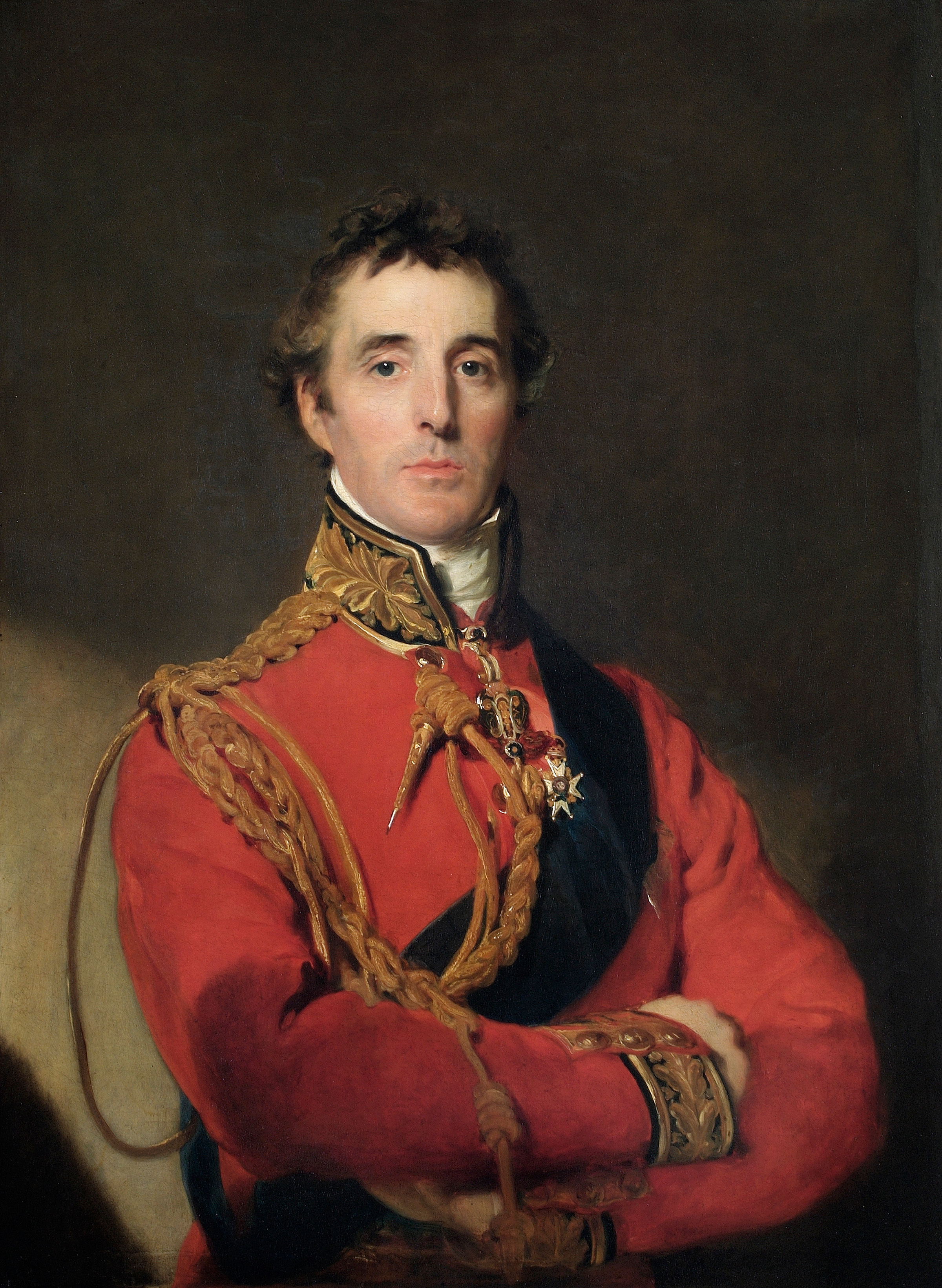
À la suite de l'échec de la Garde sur le Mont-Saint-Jean, le duc de Wellington ordonne la contre-attaque qui décide de la victoire.

Après 19 heures, l'Empereur consent à « faire donner » la Garde sur le plateau de Mont Saint-Jean. Neuf bataillons sont disponibles. La situation est la suivante :
- Vieille Garde : un bataillon disponible
  - 1er grenadiers, 1er et 2e bataillons : garde personnelle de l'Empereur
  - 1er chasseurs, 1er bataillon : garde du QG (ferme du Caillou)
  - 1er chasseurs, 2e bataillon : disponible
- Moyenne Garde : huit bataillons sont disponibles
  - 2e grenadiers, 1er bataillon : Plancenoit
  - 2e grenadiers, 2e bataillon : disponible
  - 3e grenadiers, 1er et 2e bataillon : disponible
  - 4e grenadiers, un seul bataillon : disponible
  - 2e chasseurs, 1er bataillon : Plancenoit
  - 2e chasseurs, 2e bataillon : disponible
  - 3e chasseurs, 1er et 2e bataillon : disponible
  - 4e chasseurs, un seul bataillon : disponible

Les neuf bataillons sont répartis en deux groupes : devant, cinq bataillons de la Moyenne Garde et environ 500 m en arrière, quatre autres bataillons dont un de la Vieille Garde. Les historiens ne contestent pas ce dispositif mais ne sont pas d'accord sur la mission des bataillons arrière : attaque ou non et quel objectif ?
Les événements se déroulent comme suit :
Vers 19h30, cinq bataillons de la Moyenne Garde montent à l'assaut des positions de Wellington situées à l'ouest et à l'endroit où se dresse actuellement le lion. Une batterie d'artillerie à cheval de la Garde accompagne. Le maréchal Ney mène l'attaque à pied car son cinquième cheval vient d'être tué sous lui. Les bataillons, chacun en carré pour faire face à une éventuelle charge de cavalerie, marchent en échelon refusé vers la gauche. D'ouest en est, on observe :
- le 4e chasseurs (réduit à un bataillon depuis Ligny)
- le 2e bataillon du 3e chasseurs
- le 1er bataillon du 3e chasseurs
- le 4e grenadiers (un seul bataillon)
- le 1er bataillon du 3e grenadiers

Les trois bataillons ouest, c'est-à-dire les chasseurs, subissent sur leur flanc gauche le tir des batteries britanniques. Ils affrontent les Guards du général Maitland. Ces derniers se sont dissimulés dans les blés. Dès que les Français arrivent, ils se dressent et vident leurs armes ; 300 hommes du 3e chasseurs s'effondrent. Le 4e chasseurs se porte à la rescousse. Le corps à corps s'engage.
À l'est, les deux bataillons de grenadiers parviennent à enfoncer la brigade britannique du général Colin Halkett. C'est en brandissant un étendard pour essayer de regrouper ses hommes que le général sera grièvement blessé. Toutefois, la division belgo-hollandaise du général Chassé que le duc avait fait revenir de Braine-l'Alleud surgit, lance une contre-attaque. Le rapport des forces est de 10 contre 1 ; les grenadiers sont refoulés.
Wellington ordonne alors la contre-attaque à l'ensemble de ses hommes. Submergée, la Garde recule.
La panique envahit l'armée française à l'exception des quatre bataillons de la Garde disposés en carrés sur une seconde ligne, 500 m en arrière. Ils s'efforcent de recueillir leurs frères d'armes et d'arrêter la contre-attaque que Wellington vient de lancer. Ils ne peuvent que se replier lentement, tout en freinant la progression de l'ennemi. Après de rudes combats, les Britanniques les pressent de se rendre. C'est alors que Cambronne aurait lâché son mot.